# Albany (Missouri)
Albany è un comune (city) degli Stati Uniti d'America e capoluogo della contea di Gentry nello Stato del Missouri. La popolazione era di 1,730 persone al censimento del 2010.

## Geografia fisica
Albany è situata a 40°14′53″N 94°19′51″W (40.248144, -94.330718).
Secondo lo United States Census Bureau, ha un'area totale di 2,44 miglia quadrate (6,32 km²).

## Storia
Albany in origine si chiamava Athens, e sotto quest'ultimo nome fu pianificata nel 1845. Il nome attuale è un trasferimento da Albany nello Stato di New York, la città natale di un giudice locale. Un ufficio postale chiamato Albany è stato in funzione dal 1857.

## Società

### Evoluzione demografica
Secondo il censimento del 2010, c'erano 1,730 persone.

### Etnie e minoranze straniere
Secondo il censimento del 2010, la composizione etnica della città era formata dal 98,2% di bianchi, lo 0,5% di afroamericani, lo 0,3% di nativi americani, lo 0,5% di asiatici, lo 0% di oceanici, lo 0,2% di altre razze, e lo 0,5% di due o più etnie. Ispanici o latinos di qualunque razza erano lo 0,6% della popolazione.